# Noceto
Noceto (en dialecte parmesan Nozèjj) est une commune italienne de la province de Parme, dans la région Émilie-Romagne.

## Administration
| Période                                  | Période | Identité | Étiquette | Qualité |
| ---------------------------------------- | ------- | -------- | --------- | ------- |
|                                          |         |          |           |         |
| Les données manquantes sont à compléter. |         |          |           |         |

## Jumelage
Noyers (Yonne).

### Hameaux
Borghetto, Cella, Costamezzana, Ponte Taro, Sanguinaro.

### Communes limitrophes
Collecchio, Fidenza, Fontanellato, Fontevivo, Medesano, Parme.